# Filokalia Orygenesa
Filokalia (stgr. Φιλοκαλία) lub Filokalia Orygenesa (stgr. Ὠριγένης Φιλοκαλία) – antologia z dzieł Orygenesa autorstwa Grzegorza z Nazjanzu i Bazylego z Cezarei, napisana w Cezarei Kapadockiej między rokiem 364 a 378. Zbiór, oprócz wypisów z dzieł Orygenesa, zawiera fragment z literatury pseudoklementyńskiej oraz obszerny tekst autorstwa Metodego z Olimpu. Autorzy antologii ujęli cytowane prace w celowym, rzeczowym porządku, opatrzyli notami podającymi treść, źródło oraz niekiedy własnymi komentarzami. Grzegorz z Nazjanzu wyjaśnił, że dzieło powstało jako wybór tekstów pożytecznych dla ludzi żądnych wiedzy.
Zbiór został napisany najprawdopodobniej na podstawie ekscerptów, które Grzegorz z Nazjanzu sporządził w roku 348, podczas studiów w Cezarei Palestyńskiej, na uczelni założonej przez Orygenesa. W tamtejszej bibliotece przechowywano, współcześnie w części zaginione, prace Orygenesa.
Antologia została podzielona na 27 rozdziałów. Składa się z trzech części. Pierwsza część (rozdziały I–XIV) poświęcona jest biblistyce. Druga część (rozdziały XV–XX) zawiera teksty będące apologią chrześcijaństwa. Część trzecia (rozdziały XXI–XXVII) omawia zagadnienia wolnej woli i determinizmu.
Grzegorz i Bazyli ułożyli swój zbiór w ten sposób, aby te tezy Orygenesa, które wywodziły się z neoplatonizmu, zostały pominięte. W ich zamyśle dzieło było apologią uczonego, którego dorobek filozoficzny i teologiczny podziwiali. Zamieścili przede wszystkim fragmenty, które uważali za zgodne z ich własnymi poglądami oraz takie, które mogły świadczyć przeciwko zarzutom, jakie formułowano wobec nauki Orygenesa.